# Just Supposin’
Just Supposin’ – trzynasty studyjny album angielskiego zespołu Status Quo. Nagrywano go w Dublinie – między innymi ze względów podatkowych. Muzyka stanowiła połączenie typowego dla zespołu stylu boogie z New Wave.
Album był promowany przez trzy single: „What You’re Proposing” (który na brytyjskiej liście przebojów spędził 4 tygodnie i osiągnął 2. miejsce) oraz, wydane jako singel z podwójną stroną A, „Lies” i „Don’t Drive My Car”. Pod koniec 1981 wydano jako singel także utwór „Rock ’n’ Roll”.

## Lista utworów
Oryginalne wydanie zawierało następujące utwory:
| Nr | Tytuł utworu            | Autorzy                  | Długość |
| -- | ----------------------- | ------------------------ | ------- |
| 1. | „What You’re Proposing” | Rossi / Frost            | 4:18    |
| 2. | „Run to Mummy”          | Rossi / Bown             | 3:12    |
| 3. | „Don’t Drive My Car”    | Parfitt / Bown           | 4:38    |
| 4. | „Lies”                  | Rossi / Frost            | 4:03    |
| 5. | „Over the Edge”         | Lancaster                | 4:32    |
| 6. | „The Wild Ones”         | Lancaster                | 4:03    |
| 7. | „Name of the Game”      | Rossi / Lancaster / Bown | 4:36    |
| 8. | „Coming and Going”      | Parfitt / Young          | 6:33    |
| 9. | „Rock ’n’ Roll”         | Rossi / Frost            | 5:28    |
|    |                         |                          | 41:23   |

### Inne wydania
Edycja z 2005 zawiera dodatkowo utwór:
1. „AB Blues” (Rossi / Parfitt / Lancaster / Coghlan / Bown) – 4:28[1]

## Twórcy
- Francis Rossi – śpiew, gitara prowadząca[1]
- Rick Parfitt – śpiew, gitara rytmiczna, keyboard[1]
- Alan Lancaster – gitara, gitara basowa, śpiew[1]
- Andy Bown – keyboard, śpiew[1]
- John Coghlan – perkusja[1]
- Bernie Frost – śpiew[1]